# 黎維禕
黎維禕（越南语：／；？—1771年），是越南后黎朝的太子，他的父亲是显宗黎维祧，母亲陈皇后。
1764年1月，黎维祧立黎維禕为皇太子，黎維禕与掌权的郑主有矛盾。1771年12月，郑主鄭森杀死黎維禕，其母陈皇后被强撤徽号，黎維被立为太子。后来，黎維禕的儿子黎維祁成为后黎朝最后一代皇帝黎愍帝。追尊黎維禕为佑宗，諡號衍皇帝，陵墓为同陵。

## 家庭
- 父：黎顯宗
- 母：廢陳氏

- 正室：郑氏玉润（鄭楹之女）
- 繼室：阮氏玉素（即愍太后）

- 子
  - 瓓郡公黎维祗
  - 昭统帝黎維祁
  - 黎维䄂
  - 黎维𥘺
  - 黎维䄃
  - 黎维褈
  - 黎维袍